# 道房縣
道房縣又譯吉打邦縣，是印度尼西亞西加里曼丹省的一個縣，位於該省南部，縣治為道房鎮。

## 地理
道房縣位於西加里曼丹省南部，東邊與同省的美拉維縣、中加里曼丹省拉曼道縣、蘇卡馬拉縣相鄰，東北接新當縣，北連上侯縣、昔加羅縣，西北與古烏拉雅縣、北加榮縣毗鄰，西臨卡里馬塔海峽，南濱爪哇海。

## 行政區劃
道房縣縣城為道房鎮，該縣現轄20個鎮：
1. 亞依烏巴鎮（Air Upas）
2. 勿努亞加榮鎮（Benua Kayong）
3. 道房鎮（Delta Pawan/Ketapang）
4. 河源鎮（Hulu Sungai）
5. 上日來鎮（Jelai Hulu）
6. 肯達旺岸鎮（Kendawangan）
7. 馬尼斯馬打鎮（Manis Mata）
8. 馬樓鎮（Marau）
9. 南下馬丹鎮（Matan Hilir Selatan）
10. 北下馬丹鎮（Matan Hilir Utara）
11. 巴灣口鎮（Muara Pawan）
12. 那芽打葉鎮（Nanga Tayap）
13. 北馬罕鎮（Pemahan）
14. 仙台鎮（Sandai）
15. 新邦杜亞鎮（Simpang Dua）
16. 上新邦鎮（Simpang Hulu）
17. 新古鎮（Singkup）
18. 雙溪馬來拉雅鎮（Sungai Melayu Rayak）
19. 雙溪勞鎮（Sungai Laur）
20. 頓橫知知鎮（Tumbang Titi）